# Klaus Biedermann
Klaus Biedermann (* 4. Dezember 1950 in Koblenz) ist ein deutscher Sachbuchautor, Coach, Dozent und Psychotherapeut.

## Leben
Biedermann studierte nach dem Abitur zunächst Sozialarbeit, später Psychologie und Philosophie in Bonn und München. Er wurde promoviert und absolvierte verschiedene psychotherapeutische Ausbildungen, zum Beispiel Gesprächspsychotherapie, Klinische Hypnose, Themenzentrierte Interaktion, Neurolinguistisches Programmieren, Provokative Therapie, Katathymes Bilderleben und Systemische Strukturaufstellung. In den 1970er Jahren arbeitete er als Psychotherapeut an einer Suchtklinik, anschließend sechs Jahre als Cheftherapeut, Supervisor und Seminarleiter am Münchner Institut für Hypnoseforschung. 1986 machte er sich mit einer eigenen Praxis für Hypnotherapie in München selbständig; von 1989 bis 2003 betrieb er in Niederbayern ein Therapie- und Seminarzentrum.
1989 gründete Biedermann eine Coaching-Akademie (heute Sitz in Köln) zur Ausbildung von Führungskräften verschiedener Branchen. Weitere Schwerpunkte liegen in den Bereichen systemische Aufstellungen und Supervision. Seit den 1980er Jahren veranstaltet er Seminare auf Korfu, deren Schwerpunkt auf Meditation, Stressabbau und der Entdeckung des eigenen Wegs liegt. Seit 2000 lehrt er an der Akademie Deutscher Genossenschaften in Montabaur und hält u. a. Vorträge zu den Themen „Führung“, „Die Macht der Gedanken“ und „Lösungsfokussierung“. Seit 2002 coacht er die Kandidaten der RTL-Show Deutschland sucht den Superstar.
Das Burn-out-Syndrom und Burn-in als Weg zur inneren Balance sind zentrale Themen seiner Sachbücher. Weitere Buch- und Hörbuchveröffentlichungen widmen sich u. a. der Meditation, kybernetischem Mentaltraining und der Kunst des Seins. Biedermann schreibt auch Fantasy-Romane.

## Publikationen
- Meditieren. Schutz für Seele, Geist und Körper. Oesch Verlag, Zürich 2002, ISBN 3-0350-0002-6.
- Reisen in Trance. Kybernetisches Mentaltraining. Audio-CD/Audiobook, EchnAton Verlag 2005.
- Steine brennen nicht. Romantrilogie 1. Band.  EchnAton Verlag 2005, ISBN 3-937883-08-8.
- Die Kunst des Seins. Coaching für Erwachsene. EchnAton Verlag, Frankfurt am Main 2006, ISBN 3-937883-09-6.
- Tarot als innerer Spiegel. Lebenshilfe aus dem Unbewussten. EchnAton Verlag, Frankfurt am Main 2007, ISBN 978-3-937883-12-0.
- Die Siegel von Tench’alin. Band 2 der Romantrilogie. EchnAton Verlag 2011, ISBN 978-3-937883-38-0.
- Das Erbe von Tench’alin. Band 3 der Romantrilogie. EchnAton Verlag, Frankfurt am Main 2016, ISBN 978-3-937883-39-7.